# Province de Chambéry

Carte

La province de Chambéry (en italien : Provincia di Ciamberì) est une division administrative du royaume de Sardaigne instituée par le royaume de Sardaigne en 1859 par le décret Rattazzi. Sa capitale était Chambéry. Son existence a été brève puisque dès 1860 le traité de Turin officialise le rattachement du duché de Savoie et du comté de Nice à la France.

## Organisation administrative
La province de Chambéry est découpée en 4 circondari, composés de mandements :
- Chambéry (Savoie Propre) : Aix, Albens, Chambéry, Le Châtelard, Les Echelles, Montmeillan, Motte-Servolex, Pont-Beauvoisin, La Rochette, Ruffieux, Saint-Genix, Saint-Pierre-d'Albigny et Yenne. Le chef-lieu se trouve à Chambéry ;
- Haute-Savoie : Albertville, Beaufort, Faverges, Grésy et Ugine. Le chef-lieu se trouve à Albertville ;
- Maurienne : Aiguebelle, Chamoux, La Chambre, Lanslebourg, Modane, Saint-Jean-de-Maurienne et Saint-Michel. Le chef-lieu se trouve à Saint-Jean-de-Maurienne ;
- Tarentaise : Aime, Bourg-Saint-Maurice, Bozel et Moûtiers. Le chef-lieu se trouve à Moûtiers.

### Source
- (it) Cet article est partiellement ou en totalité issu de l’article de Wikipédia en italien intitulé « Provincia di Ciamberì » (voir la liste des auteurs).